# Elecciones provinciales de Tierra del Fuego de 2019
Las elecciones generales de la provincia de Tierra del Fuego, Antártida e Islas del Atlántico Sur de 2019 tuvieron lugar el domingo 16 de junio, con el objetivo de renovar los cargos de gobernador y vicegobernador, los 15 escaños de la legislatura provincial, y las intendencias y concejos deliberantes de los tres municipios (Ushuaia, Río Grande, y Tolhuin) que componen la provincia. En caso de ser requerido, se habría realizado una segunda vuelta electoral entre las dos fórmulas a gobernador más votadas el 23 de junio. Fueron las octavas elecciones desde la provincialización del territorio en 1991.
Solo tres fórmulas se presentaron para contender por la gobernación fueguina. La gobernadora Rosana Bertone, del Partido Justicialista (PJ), se presentó a la reelección como candidata del frente Unidad Fueguina y apoyada a nivel nacional por el Frente de Todos encabezado por Alberto Fernández. La alianza oficialista Cambiemos (refundada como Juntos por el Cambio pocos días antes de las elecciones) presentó la candidatura de Juan Rodríguez, de la Unión Cívica Radical (UCR) en conjunto con el partido Propuesta Republicana (PRO), del presidente de la Nación Argentina Mauricio Macri. Gustavo Melella, intendente de Río Grande, la ciudad más poblada de la provincia, y miembro del Partido de la Concertación FORJA, un partido de origen radical, se presentó por el frente Concertación Fueguina, que incluye al Movimiento Popular Fueguino (MOPOF), el Partido Social Patagónico (PSP) y otras fuerzas de carácter provincial de centroizquierda.
El día de las elecciones, se produjo un apagón nacional, durante el cual Tierra del Fuego fue la única provincia que no se vio afectada, realizándose los comicios normalmente. Sin embargo, durante el escrutinio, la página web de la justicia electoral que transmitía los resultados sufrió un desperfecto. El escrutinio se desarrolló de un modo extremadamente lento, lo que llevó a que la oposición denunciara al gobierno de Bertone de ralentizar el conteo a propósito. Sin embargo, el resultado fue una contundente victoria para Melella, que logró aproximadamente el 55.03% de los votos, contra el 40.86% de Bertone y solo el 4.11% de Rodríguez. Bertone reconoció la derrota horas más tarde. Con respecto al plano departamental, Mellela se impuso en Río Grande y Ushuaia, mientras que Bertone triunfó en Tolhuin (siendo la primera elección desde la creación de dicho departamento), y Rodríguez en Antártida Argentina. El Departamento Islas del Atlántico Sur no participó en la elección por encontrarse bajo control del Reino Unido en el marco de la disputa por su soberanía con la Argentina.
De este modo, Melella asumió su cargo el 17 de diciembre de 2019, siendo el segundo gobernador elegido en primera vuelta desde la reelección de José Arturo Estabillo en 1995, y el primer gobernador abiertamente homosexual en la historia argentina.

## Candidatos

### Concentración Fueguina
| | |
| | |
| Gustavo Melella | Mónica Urquiza |
| para gobernador | para vicegobernadora |
| | [[File:Replace_this_image_female.svg\|180px\|alt={{{Alt\|{{{descripción}}}]]                                                                                 |
| Intendente de Río Grande (2011–2019) | Legisladora de Tierra del Fuego (2015–2019) |
| Partidos en la alianza: \| - Partido de la Concertación FORJA - Movimiento Popular Fueguino - Partido Social Patagónico - Encuentro por la Democracia y la Equidad - Partido Solidario - Unidad Popular \| - Partido Federal Fueguino - Partido Popular - Somos TDF - Espacio de Concertación Social - Juntos por Tierra del Fuego - Plataforma de Políticas Inclusivas \| | |
| - Partido de la Concertación FORJA - Movimiento Popular Fueguino - Partido Social Patagónico - Encuentro por la Democracia y la Equidad - Partido Solidario - Unidad Popular | - Partido Federal Fueguino - Partido Popular - Somos TDF - Espacio de Concertación Social - Juntos por Tierra del Fuego - Plataforma de Políticas Inclusivas |

### Unidad Fueguina
| | |
| | |
| Rosana Bertone | Juan Carlos Arcando |
| para gobernadora | para vicegobernador |
| | |
| Gobernadora de la provincia de Tierra del Fuego (2015–2019) | Vicegobernador de la provincia de Tierra del Fuego (2015–2019) |
| Partidos en la alianza: \| - Partido Justicialista - Unidad Ciudadana - Partido de la Victoria - Partido Intransigente - Encuentro Popular - Movimiento Solidario Independiente - Frente H.A.C.E.R. por el Progreso Social - Red de Unidad Social - Movimiento de Control Ciudadano \| - Partido Integración y Trabajo - Colectivo de la Economía Regional Revolucionaria Organizada - Fuerza Justa - Reforma Provincial - Partido Tercera Posición - Partido Ciudadanos - Provincia Grande - Partido Verde \| | |
| - Partido Justicialista - Unidad Ciudadana - Partido de la Victoria - Partido Intransigente - Encuentro Popular - Movimiento Solidario Independiente - Frente H.A.C.E.R. por el Progreso Social - Red de Unidad Social - Movimiento de Control Ciudadano | - Partido Integración y Trabajo - Colectivo de la Economía Regional Revolucionaria Organizada - Fuerza Justa - Reforma Provincial - Partido Tercera Posición - Partido Ciudadanos - Provincia Grande - Partido Verde |

### Ser Fueguino
|                                                                                 |                                                                            |
|                                                                                 |                                                                            |
| Juan Rodríguez                                                                  | Fernando Gliubich                                                          |
| para gobernador                                                                 | para vicegobernador                                                        |
| [[File:Replace_this_image_male.svg\|170px\|alt={{{Alt\|{{{descripción}}}]]      | [[File:Replace_this_image_male.svg\|170px\|alt={{{Alt\|{{{descripción}}}]] |
| Legislador de Tierra del Fuego                                                  | Presidente de la Asociación Rural                                          |
| Partidos en la alianza: \| - Unión Cívica Radical \| - Propuesta Republicana \| |                                                                            |
| - Unión Cívica Radical                                                          | - Propuesta Republicana                                                    |

## Resultados

### Gobernador y Vicegobernador
|  | 20,10 % |

|  | 9,30 % |

|  | 7,16 % |

|  | 6,49 % |

|  | 4,10 % |

|  | 3,55 % |

|  | 2,83 % |

|  | 1,50 % |

|  | 55,03 % |

|  | 20,04 % |

|  | 4,71 % |

|  | 3,84 % |

|  | 3,11 % |

|  | 2,83 % |

|  | 2,56 % |

|  | 2,44 % |

|  | 1,33 % |

|  | 40,86 % |

|  | 4,11 % |

|  | 80,54 % |

|  | 7,37 % |

|  | 1,69 % |

|  | 0,39 % |

|  | 0,02 % |

|  | 100 % |

|  | 73,88 % |

#### Resultado por departamento
| Distrito            | Melella/Urquiza (FORJA) | Melella/Urquiza (FORJA) | Bertone/Arcando (Unidad Fueguina) | Bertone/Arcando (Unidad Fueguina) | Rodríguez/Gliubich (Ser Fueguino) | Rodríguez/Gliubich (Ser Fueguino) |
| Distrito            | Votos                   | %                       | Votos                             | %                                 | Votos                             | %                                 |
| ------------------- | ----------------------- | ----------------------- | --------------------------------- | --------------------------------- | --------------------------------- | --------------------------------- |
| Antártida Argentina | 28                      | 17,95%                  | 61                                | 39,10%                            | 67                                | 42,95%                            |
| Río Grande          | 28.856                  | 59,54%                  | 18.025                            | 37,19%                            | 1.583                             | 3,27%                             |
| Tolhuin             | 1.396                   | 43,90%                  | 1.721                             | 54,12%                            | 63                                | 1,98%                             |
| Ushuaia             | 18.555                  | 50,15%                  | 16.494                            | 44,58%                            | 1.951                             | 5,27%                             |

### Legislatura
|  | 16,80 % |

|  | 0,23 % |

|  | 0,20 % |

|  | 0,17 % |

|  | 17,40 % |

|  | 17,20 % |

|  | 13,37 % |

|  | 10,91 % |

|  | 8,03 % |

|  | 6,12 % |

|  | 4,21 % |

|  | 3,93 % |

|  | 3,92 % |

|  | 3,26 % |

|  | 3,11 % |

|  | 3,02 % |

|  | 2,40 % |

|  | 1,96 % |

|  | 1,17 % |

|  | 72,36 % |

|  | 25,62 % |

|  | 2,02 % |

|  | 100 % |

|  | 73,87 % |

### Intendente de Ushuaia
|  | 21,4 % |

|  | 7,6 % |

|  | 7,3 % |

|  | 6,0 % |

|  | 4,8 % |

|  | 4,6 % |

|  | 3,0 % |

|  | 54,8 % |

|  | 5,5 % |

|  | 2,5 % |

|  | 1,6 % |

|  | 1,3 % |

|  | 1,2 % |

|  | 0,9 % |

|  | 0,5 % |

|  | 13,5 % |

|  | 10,9 % |

|  | 5,4 % |

|  | 4,7 % |

|  | 88,65 % |

|  | 9,60 % |

|  | 1,46 % |

|  | 0,26 % |

|  | 0,01 % |

|  | 100 % |

|  | 80,08 % |